# Galatia (Kansas)
Galatia es una ciudad ubicada en el de condado de Barton en el estado estadounidense de Kansas. En el año 2010 tenía una población de 39 habitantes y una densidad poblacional de 39 personas por km².

## Geografía
Galatia se encuentra ubicada en las coordenadas 38°38′29″N 98°57′32″O / 38.64139, -98.95889 (38.641414, -98.958896).

## Demografía
Según la Oficina del Censo en 2000 los ingresos medios por hogar en la localidad eran de $28,750 y los ingresos medios por familia eran $38,750. Los hombres tenían unos ingresos medios de $22,188 frente a los $31,250 para las mujeres. La renta per cápita para la localidad era de $16,282. Alrededor del 6.0% de la población estaban por debajo del umbral de pobreza.